# 강충
강충(康忠)은 신라시대(新羅時代) 말기의 문신(文臣)이자 신라(新羅)의 호족(豪族)이다. 고구려(高句麗)계 신라(新羅) 사람으로, 송악(松岳)의 호족(豪族)이었다. 본관은 신천(信川)이다. 태조 왕건(太祖 王建)의 외 5대조가 된다. 작제건(作帝建)의 외고조부이며, 고려 충렬왕(高麗 忠烈王) 때의 공신(功臣) 강지연(康之淵)의 13대 조상(祖上)이며, 목종(穆宗)을 폐출한 강조(康兆)도 그의 후손(後孫)이었다.
고려(高麗)의 기록(記錄)인 편년통록(編年通錄)이나 편년강목(編年綱目), 조선(朝鮮)에서 작성된 고려사(高麗史), 고려사절요(高麗史節要)에 의하면 그는 풍수설(風水薛)에 의해 집과 고을을 옮겼다 한다. 부소산(扶蘇山) 남쪽에 집을 짓고 거주하라는 승려(僧侶)의 지시대로 송악(松岳) 부소산(扶蘇山) 근처에 터를 닦고 집을 짓고 살게 되었다.

## 생애
아버지는 고구려계 신라 사람인 강호경이고 어머니는 좌곡 여인이다. 후일 고려를 건국한 태조 왕건의 증조모 쪽 선조로, 태조 왕건의 외6대조가 된다.
김관의(金寬毅)는의 책 《편년통록》에 자칭 혹은 타칭 성골장군이라 불리던 강호경이 백두산으로부터 부소산에 이르러 장가를 들어 살고 있었다. 뒤에 평나산의 신녀와 부부가 되어 숨어 살았다. 고려사, 고려사절요, 본조편년등록 등에도 동일한 전설이 수록되었다. 그러나 강호경이 옛 처를 잊지 못하여 밤마다 본처를 찾아와 아들을 낳았으니 그가 바로 강충(康忠)이라 한다.
그 뒤 강충은 신라 조정에 출사하여 사찬(沙飡), 상사찬(上沙餐)과 아간(阿干)이라는 벼슬을 지내기도 했다. 강충이 아들을 낳아 이제건, 손호술, 강보전이라 했고, 그 중 손호술은 이름을 보육으로 개명하였다. 강보육은 일찍이 곡령에 올라 남쪽을 향하여 오줌을 누었더니, 삼한의 산천이 은빛 바다로 변하는 꿈을 꾸었다고 한다. 다음날 보육은 그의 형 이제건에게 말했더니 이제건이, “너는 큰 인물을 낳으리라” 하고 그의 딸 덕주를 아내로 삼아 뒤에 두 딸을 낳았다. 이제건은 딸 덕주가 있었고, 보육에게는 딸만 둘 있었는데, 그중 둘째딸 진의는 언니의 꿈을 산 뒤 당나라 숙종(또는 당나라 선종)과 동침하여 작제건을 낳았다. 작제건은 태조 왕건의 할아버지이다.
책 《송도지》(松都誌)에 경기도 장단부(長湍府) 오관산(五冠山)은 그가 살던 곳이라고 한다. 한 승려가 지나가다 부소산 남쪽에 집을 짓고 거주하면 곧 군왕이 태어날 것이라고 예언하고 사라졌다. 승려의 예언에 따라 강충은 송악 부소산 근처에 터를 닦고 집을 짓고 살게 되었다.
한편 이제건과 보육 외에 보전(寶甸)이라는 다른 아들도 있다고 한다. 강보전의 후손은 고려 충렬왕 때의 공신 강지연으로 이어진다.

### 사후
아들 이제건의 후손은 전하지 않고, 다른 아들 강보육은 작제건의 외조부가 된다.
아들 강보전(康寶甸)은 신라시대에 출사하여 문하태학사(門下太學士)를 지냈고 후손 강순산(康淳山)은 좌정승, 강순산의 강만루(康萬嶁)는 대장군, 후손 강연창(康衍昌)은 우정승, 7세손 강태주(康泰周)는 형부상서(刑部尙書), 강억(康億)은 이부상서(吏部尙書) 등을 지냈다. 한편 외고손 되는 작제건은 고려 태조 왕건의 할아버지로 사후 의조 경강대왕에 추증됐다.

## 가계
- 조부 : 강씨(康氏)[4]
- 조모 : 미상(未詳)[5]
  - 아버지 : 호경(虎景)
  - 어머니 : 좌곡 여인(坐谷 女人)[6]
    - 문신 : 강충(康忠), 신라(新羅)에서 아간(阿干)을 지냈다.
    - 부인 : 구치의(具置義) - 서강(西江) 영안촌(永安村) 부자(父子) 구씨(具氏)의 딸
      - 아들 : 강보승(康寶承)[7]
      - 며느리 : 미상(未詳)[8]
      - 아들 : 강보전(康寶甸)
      - 며느리 : 미상(未詳)[9]
      - 아들 : 강보육(康寶育)
      - 며느리 : 강덕주(康德州)
        - 손자 : 강적(康迪) - 평장사(平章事)
        - 손녀 : 정화왕후(貞和王后)
        - 손녀 사위 : 국조(國祖)

## 같이 보기
- 강호경
- 강조
- 작제건
- 왕건
- 왕륭

## 참조
1. 1 2 3   [홍순래의 꿈으로 본 역사] 〈19〉 고려 건국 이야기
2. 1 2 3  (24) 동굴 뛰쳐나간 호랑이는 어디로 보관됨 2015-11-29 - 웨이백 머신 한겨레 2005년 5월 5일자.
3. 1 2 3   부천 족보 도서관
4. ↑  이름 미상
5. ↑  이름 미상
6. ↑  이름 미상
7. ↑  다른 이름은 이제건(伊帝建) - 하라 문하시중(門下侍中) 태학사(太學士)
8. ↑  이름 미상
9. ↑  이름 미상

## 문헌
- 신천강씨세보
- 편년통록
- 고려사
- 고려사절요